# Marie-Berta von Brand
Marie-Berta Luise Pauline Ottilie Amalie von Brand (* 14. Dezember 1899 in Straßburg; † 19. Oktober 1977 in Tübingen) war eine deutsche Agrarwissenschaftlerin.

## Leben
Von Brand war die Tochter des Generalleutnants Wilhelm von Brand (1856–1944) und dessen Ehefrau Alice von Brand, geb. von Bergmann (1874–1965). Ihr Großvater mütterlicherseits war der Mediziner Ernst von Bergmann. Ihre Kindheit verbrachte sie in Thorn, Berlin und Stuttgart. In München besuchte sie die Höhere Töchterschule, wo sie 1919, nach zweijähriger privater Vorbereitung, am Staatlichen Realgymnasium das Abitur ablegen konnte. Bis 1920 arbeitete sie auf dem landwirtschaftlichen Gut der Eltern in Oberstdorf, bevor sie von 1920 bis 1921 an der Universität Frankfurt Wirtschafts- und Sozialwissenschaften, von 1921 bis 1924 dann Agrarwissenschaften an der Akademie Hohenheim studierte. Nach dem Diplom arbeitete sie kurzzeitig auf einem Gut in Baden, bevor sie von 1924 bis 1927 wissenschaftliche Assistentin am Institut für Wirtschaftslehre in Hohenheim war. Bis 1930 arbeitete sie nur zeitweilig und verfasste ihre Dissertation. 1930 wurde sie promoviert. Von 1930 bis 1936 betrieb sie eine eigene Hühnerfarm in Tübingen, von 1935 bis 1936 war sie daneben wissenschaftliche Hilfsarbeiterin am Institut für Agrar- und Siedlungsforschung an der Universität Tübingen. 
1936 spezialisierte Marie-Berta von Brand sich auf das landwirtschaftliche Bauwesen und arbeitete bis 1945 als Beraterin im Reichskuratorium für Technik und Landwirtschaft in Berlin. Von 1945 bis 1964 war sie Referentin für landwirtschaftliches Bauwesen am Badischen Ministerium für Landwirtschaft und später im Regierungspräsidium Freiburg. Schon im Ruhestand erhielt sie einen Forschungsauftrag des Landes Baden-Württemberg zur Sanierung bäuerlicher Wirtschaftsgebäude. 1970 zog von Brand von Freiburg nach Tübingen. 

## Ehrungen
2018 wurde ein Gästehaus der Universität Hohenheim nach Marie-Berta von Brand benannt.

## Veröffentlichungen
- Die wirtschaftliche und kulturelle Lage der Bäuerin auf den Fildern. Körner, Stuttgart 1933 (Hohenheim, Landwirtschaftl. Hochsch., Diss., 1935).
- Die Frau in der deutschen Landwirtschaft. Vahlen, Berlin 1939 (Deutsche Agrarpolitik: auf geschichtlicher und landeskundlicher Grundlage / Sering, Max; 3)